# Michael Weiss (nadador)
Michael Weiss (Estados Unidos, 23 de mayo de 1991) es un nadador estadounidense especializado en pruebas de estilo libre media distancia, donde consiguió ser subcampeón mundial en 2015 en los 4x200 metros.

## Carrera deportiva
En el Campeonato Mundial de Natación de 2015 celebrado en Budapest ganó la medalla de plata en los relevos de 4x200 metros estilo libre, con un tiempo individual de 1:43.79 segundos y un tiempo de equipo de 7:04.75 segundos, tras Reino Unido (oro con 7:04.33 segundos) y por delante de Australia (bronce con 7:05.34 segundos).